# 伊藤教人
伊藤 教人（いとう のりひと、1983年9月11日 - ）は、日本の俳優、スーツアクター。秋田県秋田市出身。秋田県立金足農業高等学校卒業。血液型AB型。身長173cm。

## 人物
高校卒業後、美術短大を経てジャパンアクションエンタープライズに所属。スーツアクターとして活動する。その傍ら、同じJAEの同期の安田桃太郎と共に「劇団BRATS」を結成、並行して舞台活動も行う。
2011年5月10日にてJAEを脱退。フリーランスとして舞台を中心に活動中。

## 出演

### テレビドラマ
- アルティメットクラブ（2007年、サイエンスチャンネル） - 佐竹剛毅 役
- 黒い春（2007年、WOWOW）
- ココリコミラクルタイプ（2007年、フジテレビ）
- 爆笑問題のドッキリ パニックフェイス王（2008年、TBS）
- あしたをつかめ 平成若者仕事図鑑（2009年、NHK教育テレビジョン）
- 臨場〜終身検察官・倉石義男〜（2009年、テレビ朝日） - 比良沢冨男 役
- オトメン（乙男）（2009年、フジテレビ）
- SPEC〜警視庁公安部公安第五課 未詳事件特別対策係事件簿〜（2010年、TBS）
- エージェントファミリー〜我が家の特殊任務〜（2021年、カンテレ）
- 24 JAPAN 14.16話 （2021年、テレビ朝日） - ナカムラ・コーゴ 役

### 特撮テレビドラマ
- 仮面ライダーシリーズ（テレビ朝日）
  - 仮面ライダーカブト（2006年 - 2007年） - ワーム（サナギ体）、ゼクトルーパー[要出典]
  - 仮面ライダー電王（2007年 - 2008年） - 敵イマジン（25話以降）[1]
  - 仮面ライダーキバ（2008年 - 2009年）
  - 仮面ライダーディケイド（2009年） - 仮面ライダークウガ[1]、仮面ライダーシザース[1]、パラドキサアンデッド[1]、シルバラ[1]、フィロキセラワーム[1]
  - 仮面ライダーG（2009年1月31日） - サブストワーム[要出典]
  - 仮面ライダーW（2009年 - 2010年）
  - 仮面ライダーオーズ/OOO（2010年 - 2011年）
- スーパー戦隊シリーズ（テレビ朝日）
  - 轟轟戦隊ボウケンジャー（2006年 - 2007年） - 戦闘員カース、ジャリュウ[要出典]
  - 獣拳戦隊ゲキレンジャー（2007年 - 2008年） - リンシー[要出典]
  - 炎神戦隊ゴーオンジャー（2008年 - 2009年） - 蛮機獣、蛮機兵ウガッツ[1]
  - 侍戦隊シンケンジャー（2009年 - 2010年）
  - 天装戦隊ゴセイジャー（2010年 - 2011年） - アスリート、魔虫兵ビービ[要出典]
  - 海賊戦隊ゴーカイジャー（2011年 - 2012年）

### 映画
- 仮面ライダーシリーズ
  - 劇場版 仮面ライダー電王 俺、誕生!（2007年） - ゲッコーイマジン
  - 劇場版 仮面ライダー電王&キバ クライマックス刑事（2008年） - クラウンイマジン[1]
  - 劇場版 仮面ライダーキバ 魔界城の王（2008年） - 警官[2] 役
  - 劇場版 さらば仮面ライダー電王 ファイナル・カウントダウン（2008年） - シャドウイマジン
  - 劇場版 超・仮面ライダー電王&ディケイド NEOジェネレーションズ 鬼ヶ島の戦艦（2009年） - シルバラ[1]、ゲルニュート[1]
  - 劇場版 仮面ライダーディケイド オールライダー対大ショッカー（2009年）
  - 仮面ライダー×仮面ライダー W&ディケイド MOVIE大戦2010（2009年） - 仮面ライダークウガ
  - 仮面ライダー×仮面ライダー×仮面ライダー THE MOVIE 超・電王トリロジー（2010年）
    - EPISODE RED ゼロのスタートウィンクル - ピギーズイマジン、アントホッパーイマジン（アリ） 役
    - EPISODE BLUE 派遣イマジンはNEWトラル
    - EPISODE YELLOW お宝DEエンド・パイレーツ - 仮面ライダーG電王、スパイダーイマジン（赤目） 役

  - 仮面ライダーW FOREVER AtoZ/運命のガイアメモリ（2010年） - トリガー・ドーパント、兵士 役
  - 仮面ライダー×仮面ライダー オーズ&ダブル feat.スカル MOVIE大戦CORE（2010年）
  - オーズ・電王・オールライダー レッツゴー仮面ライダー（2011年） - ショッカー戦闘員
- スーパー戦隊シリーズ
  - 劇場版 炎神戦隊ゴーオンジャーVSゲキレンジャー（2009年）
  - 侍戦隊シンケンジャー 銀幕版 天下分け目の戦（2009年）
  - 侍戦隊シンケンジャーVSゴーオンジャー 銀幕BANG!!（2010年）
  - 天装戦隊ゴセイジャーVSシンケンジャー エピックon銀幕（2011年）
  - ゴーカイジャー ゴセイジャー スーパー戦隊199ヒーロー大決戦（2011年）
- ワルボロ（2007年）
- 銀幕版 スシ王子! 〜ニューヨークへ行く〜（2008年）
- 僕の彼女はサイボーグ（2008年）
- 20世紀少年（2008年）
- ドロップ（2009年） - 不良 役
- 「THE NEXT GENERATION -パトレイバー-首都決戦」2015年
- 映画『八王子ゾンビーズ』2020年

### 舞台
- 劇団BRATS公演
  - 第1回公演『アメリ館』（THEATER BRATS、2010年7月1日～4日）
  - 第2回公演『Sleeve』（新宿シアターモリエール、2011年5月25日～29日）
  - 第3回公演『真・桃太郎伝説』（SPACE107、2012年10月11日～15日）
  - 第4回公演『RED KILL~真っ赤な嘘の描き方~』（ウエストエンドスタジオ、2013年4月10日～14日）
  - 第5回公演『西遊記ゑん戯』（ザ・ポケット、2014年1月15日～19日）
  - 第6回公演『西遊記ゑん戯2〜EVOLUTION〜』（笹塚ファクトリー、2014年12月3日～7日）
  - 第7回公演『熱血！不良総選挙』（すみだパークスタジオ「倉」、2015年3月12日～15日）
  - 第8回公演『椿説 おくのほそ道』（すみだパークスタジオ「倉」、2015年12月22日～27日
  - 第9回公演『テノヒラサイズの人生大車輪』（ひつじ座、2016年8月10日 - 14日）
  - 第10回記念公演 第1弾『戦闘改造学園Z』（すみだパークスタジオ「倉」2016年12月1日 - 4日）
  - 第10回記念公演第二弾『遠州森の石松～馬鹿は死ななきゃ治らない～』（すみだパークスタジオ「倉」2017年3月24日 - 4月2日）
- 伊藤教人プロデュース公演ゴリズム
  - 2012
    - 伊藤教人プロデュース公演ゴリズム「秘密編隊ゴンバット」1/11～1/15  SPACE107

  - 2013
    - 伊藤教人プロデュース公演ゴリズム「DEATH MARKET」7/19～7/21 タイニイアリス

  - 2018
    - 伊藤教人プロデュース公演ゴリズム「アイケン」 3/01～3/04  上野ストアハウス

  - 2009
    - 僕たちの好きだった革命

  - 2010
    - ミュージカル 忍たま乱太郎 - ドクタケ忍者 役
- ジャパンアニメライブ
  - 2011
    - 劇団☆新感線『髑髏城の七人』（出演：小栗旬 森山未來 早乙女太一 小池栄子 勝地涼 仲里依紗 千葉哲也 他）8月

  - 2012
    - 劇団☆新感線『シレンとラギ』（出演：藤原竜也 永作博美 高橋克実 三宅弘城 北村有起哉 石橋杏奈 古田新太 他）4月
    - 海賊のように飲む会vol.3『シオカラ～だってそうなんだから～』吉祥寺スターパインズカフェ8/03～8/03
    - 劇団☆新感線『ZIPANG PUNK〜五右衛門ロックIII』（出演：古田新太、三浦春馬、蒼井優、浦井健治、高橋由美子、村井國夫、麿赤兒 他）12月

  - 2013
    - 朗読活劇 Recita Calda『六月は真紅の薔薇 沖田総司』（出演：早乙女太一 前田悟 安田桃太郎 伊藤教人）
    - 海賊のように飲む会5-劇場版2-『井戸のあるタマリ場』5月3日～5月6日
    - いのうえシェイクスピア『鉈切り丸』（2013年10月オリックス劇場、11月東急シアターオーブ、演出：いのうえひでのり）

  - 2014
    - KREVAの新しい音楽劇『最高は ひとつじゃない2014』1月28日～2月2日 日比谷 シアタークリエ
    - 海賊のように飲む会第6回公演ー劇場版3ー『井戸の中のプラットホーム～Scarheart～』2月15～2月16日

  - 2015
    - 劇団☆新感線35周年 オールスターチャンピオンまつり『五右衛門vs轟天』2015年 - 大阪・福岡公演

  - 2016
    - スーパー歌舞伎II『ワンピース』（新橋演舞場2015/10/7～11/25 大阪松竹座2016/3/1-〜3/25  博多座2016/4/2～4/26 大阪2018/4/1～4/25 御園座2018/5/3～5/27）海兵・囚人
    - 海賊のように飲む会10ー劇場版7ー10回記念作品『拝啓 ゴミの中の思想郷にて』6月15日～6月19日

  - 2017
    - はっぴぃはっぴぃどりーみんぐvol.12×4121『TOU -JYUKAI-DEN-□』（東京年1月29日 - 2月7日 大阪2月18日 - 2月19日）
    - ONWARD presents 劇団☆新感線『髑髏城の七人 Season鳥』（年6月27日 - 9月1日）
    - 銀岩塩 VOL.2 LIVE ENTERTAINMENT『牙狼＜GARO＞ -神ノ牙 覚醒-』GARO -KAMINOKIBA MEZAME-
    - グワイニャオン「番外池田屋・裏」 12月13日～12月17日

  - 2018
    - 劇団鹿殺しの歌劇『俺の骨をあげる』（8月10日 - 12日、大阪ビジネスパーク/8月15日 - 19日、サンシャイン劇場）

  - 2019
    - 音楽活劇『SHIRANAMI』（1月11日 - 1月29日）
    - ナゴヤ座×BRATS スペシャルコラボイベント（4月4日 - 4月7日）- 日本左衞門
    - 新作歌舞伎『NARUTO -ナルト-』（南座年6月2日 - 6月26日）
    - スーパー歌舞伎II 〔新版〕『オグリ』（10-11月、新橋演舞場 2020年2月4日〜2月25日、博多座）

  - 2020
    - 劇団鹿殺し ザ・ショルダーパッズ （11月7日 - 11月15日、あうるすぽっと）

  - 2021
    - 舞台『刀剣乱舞』无伝 夕紅の士-大坂夏の陣-（2021年4月11日～6月27日）望月六郎

  - 2025
    - 礎の響〜SEKIGAHARA〜（9月9日 - 11日〈予定〉）福島正則[3]

### オリジナルビデオ
- 仮面ライダーカブト 超バトルDVD 誕生!ガタックハイパーフォーム!!（2006年）
- 仮面ライダー電王 超バトルDVD 〜うたって、おどって、大とっくん!!〜（2007年） - スパイダーイマジン
- 仮面ライダーオーズ 10th 復活のコアメダル（2022年8月24日）

### ネットムービー
- ネット版 オーズ・電王・オールライダー レッツゴー仮面ライダー 〜ガチで探せ!君だけのライダー48〜（2011年）
- グッドモーニング、眠れる獅子（2022年）

### PV
- Gackt『Journey through the Decade』（パラドキサアンデッド）

- THE冠『日本のヘビーメタル』2020

### イベント
- JAEスペシャルイベント「俺たち参上!!」（2009年、シアターGロッソ）
- JAE NAKED LIVE「がんばろう 日本!」（2011年）